# Ukrainian Levkoy
Ukrainian Levkoy (ukraiński:Український левкой) – rasa kotów o bardzo oryginalnym wyglądzie: bezwłose i z zagiętymi uszami. Są to koty średniej wielkości, ciało raczej długie, o umięśnionej, smukłej i kanciastej sylwetce. Naga skóra Levkoy jest miękka i ciepła, nie jest nadmiernie elastyczna i pomarszczona. Swoiste cechy to zagięte uszy i duże, ale również szeroko otwarte, oczy w kształcie migdała. 
Są to koty bardzo przyjazne i aktywne. U kotów tej rasy wyraźnie widoczny jest dymorfizm płciowy.
Hodowlę tej rasy rozpoczęto w roku 2000 na Ukrainie.